# Lilja Snorradottir
Lilja Snorradottir es una deportista islandesa que compitió en natación adaptada. Ganó ocho medallas en los Juegos Paralímpicos de Verano entre los años 1988 y 1992.

## Palmarés internacional
| Juegos Paralímpicos | Juegos Paralímpicos  | Juegos Paralímpicos | Juegos Paralímpicos |
| Año                 | Lugar                | Medalla             | Prueba              |
| ------------------- | -------------------- | ------------------- | ------------------- |
| 1988                | Seúl (Corea del Sur) | Medalla de oro      | 200 m estilos A2    |
| 1988                | Seúl (Corea del Sur) | Medalla de bronce   | 100 m espalda A2    |
| 1988                | Seúl (Corea del Sur) | Medalla de bronce   | 100 m libre A2      |
| 1992                | Barcelona (España)   | Medalla de plata    | 400 m libre S9      |
| 1992                | Barcelona (España)   | Medalla de bronce   | 50 m libre S9       |
| 1992                | Barcelona (España)   | Medalla de bronce   | 100 m libre S9      |
| 1992                | Barcelona (España)   | Medalla de bronce   | 100 m espalda S9    |
| 1992                | Barcelona (España)   | Medalla de bronce   | 100 m mariposa S9   |